# Luis Colotuzzo
Luis Alberto Colotuzzo Risso (Cerro Colorado, Florida, 13 de diciembre de 1917 - Montevideo, 5 de junio de 2014) fue un sindicalista, funcionario público y dirigente de jubilados uruguayo. Fundó el Movimiento Vanguardia Nacional de Jubilados y Pensionistas del Uruguay y la Organización Nacional de Asociaciones de Jubilados y Pensionistas del Uruguay (ONAJPU).

## Biografía
Apenas cursó cuatro años de la escuela primaria. Trabajó como ladrillero desde los doce años. Con 17 años ingresó a la actividad sindical y en 1939 fue nombrado Presidente del Sindicato de Ladrilleros Autónomos del Uruguay.
En 1950 actuó como asesor laboral del gobierno uruguayo en la Conferencia de la Organización de Estados Americanos (OEA) en Washington. Desde 1962 trabajó en ANCAP como inspector.
Jubilado en 1979, con casi medio siglo como trabajador. Desde 1986 trabajó como activista en movimientos de jubilados. En 1990 fundó la Organización Nacional de Asociaciones de Jubilados y Pensionistas del Uruguay, integrada por más de sesenta asociaciones representativas de todo el país, y fue designado su Secretario General.
En 1989 participó activamente en la realización del plebiscito por la reforma constitucional en pro de los jubilados.
En 1991 se integró al Directorio del Banco de Previsión Social en representación de los pasivos y permaneció ocho años en el cargo, como "representante social".
Adherente de toda la vida al Partido Nacional, fue convencional en representación de la agrupación 97.
En noviembre de 2008, adhirió a la lista 250 de Jorge Gandini, en apoyo a la precandidatura de Jorge Larrañaga.
Se casó con Esther Horn con quien tuvo dos hijos: Luis Antonio y Zulma. Falleció el 5 de junio de 2014, a los 96 años.